# Amtsgericht Friedenau

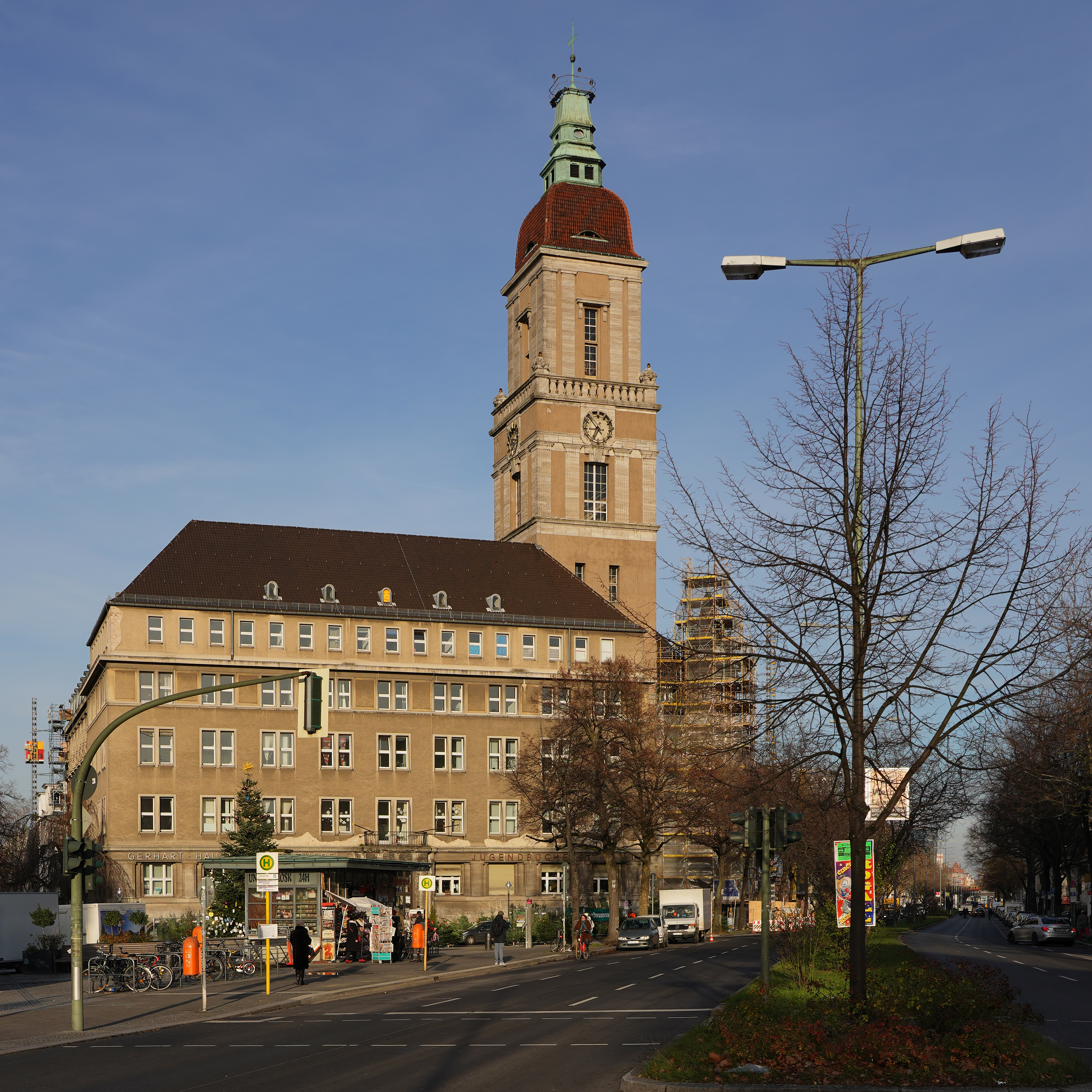
Rathaus Friedenau, seinerzeitiger Sitz des Gerichtes

Das Bezirksgericht Friedenau (später: Amtsgericht Friedenau) war 1945 kurzzeitig ein Gericht der ordentlichen Gerichtsbarkeit in Berlin.
Nach dem Zweiten Weltkrieg wurde die Gerichtsorganisation in Berlin kurzfristig neu geordnet. Die sowjetische Besatzungsmacht richtete in jedem Bezirk von Berlin ein Bezirksgericht ein. Friedenau war vom 29. April bis zum 30. Juni 1945 unter sowjetischer Besatzung. In der Zeit vom 5. Mai (Bestätigung durch die Sowjet-Administration am 7. Mai) bis zum 28. Juli 1945 (angeordnet durch die US-Administration am 13. Juli) war Friedenau ein eigenständiger 21. Berliner Bezirk. Vermutlich aus diesen Gründen wurde auch für Friedenau ein solches Bezirksgericht eingerichtet (das gleiche galt für die Bezirksverwaltung). Die Bezirksgerichte erhielten später die Bezeichnungen ‚Amtsgericht‘. 
Das Gericht hatte seinen Sitz im Rathaus Friedenau in der Lauterstraße 20. 
Am 18. Mai 1945 wurde der Justizoberrat Beek als Richter am Bezirksgericht Friedenau eingestellt. Er und das nichtrichterliche Personal wurden bereits am 28. Juli 1945 wieder entlassen. Es ist davon auszugehen, dass das Gericht damit seine Arbeit einstellte. In einem Schreiben des Landgerichtspräsidenten an den Berliner Justizsenator aus dem Jahr 1952 teilt dieser mit, in den Akten sei keine Aufhebungsverfügung enthalten.
Auf seiner 12. Sitzung beschloss die Alliierte Kommandantur am 27. September 1945 die Gerichtsstruktur der besetzten Stadt. Man kehrte hierbei zu der traditionellen Aufteilung mit drei Instanzen zurück. Es wurden wieder zwölf Amtsgerichte gebildet. Das Amtsgericht Friedenau wurde spätestens damit aufgelöst und dem Amtsgericht Schöneberg angegliedert.